# Той, Кроуфорд
Кро́уфорд Хоуэлл Той (англ. Crawford Howell Toy; 23 марта 1836, Норфолк, Виргиния — 12 мая 1919) — американский ориенталист и христианский гебраист, профессор; редактор эллинистического отдела в первой еврейской энциклопедии («Jewish Encyclopedia»; 1901—1906).

## Биография
Родился в Норфолке, штат Виргиния, США, в 1836 году. Закончил Виргинский университет в 1856 году и обучался в Берлинском университете в 1866—1868 годах.
В 1869—1879 годы преподавал иврит в Южной баптистской духовной семинарии (сначала в Гринвилле, Южная Каролина, а после 1877 года — в Луисвилле, штат Кентукки). В 1880 году занял кафедру еврейских и восточных языков в Гарвардском университете, где до 1903 года также преподавал библейскую литературу.

## Научные труды
- The History of the Religion of Israel: An Old Testament Primer. Boston: American Unitarian Association, 1882.
- Quotations in the New Testament. Charles Scribner’s Sons, 1884.
- Judaism and Christianity: A Sketch of the Progress of Thought from Old Testament to New Testament. Boston: Little, Brown, 1891. — тщательный анализ соотношений обеих религий[4].
- Esther as Babylonian Goddess. Boston: Houghton Mifflin, 1898.
- A Critical and Exegetical Commentary on the Book of Proverbs. New York: Scribner’s, 1899.
- The Book of the Prophet Ezekiel. New York: Dodd, 1899.
- Introduction to the History of Religions. Boston: Ginn, 1913.

Тою принадлежит английский перевод книги Иезекиила для полихромной Библии (1890) и комментарий к Притчам, помещённый в «International Critical Series» (1899).